# Зебелян, Роберт Артакович
Ро́берт Арта́кович Зебеля́н (арм. Ռոբերտ Արտակի Զեբելյան; 31 марта 1984, Сочи, РСФСР, СССР) — российский и армянский футболист, нападающий.

## Карьера

### Клубная
Начинал играть в футбол в Сочи, затем тренировался в краснодарском футбольном интернате «Центр-Р». В 2002—2003 годах играл за сочинскую «Жемчужину», а после её распада — за клуб «Сочи-04». С 2006 года играл за «Кубань». В 2006 году стал лучшим бомбардиром клуба (23 гола). Приглашался в молодёжную сборную России, но отказался и принял решение играть за Армению. 15 ноября 2006 года сыграл первый матч за национальную сборную Армении против сборной Финляндии. В начале 2008 перешёл из «Химок» в «Балтику». С 2009 по 2010 год вновь выступал в Сочи в клубе «Жемчужина-Сочи», с которым подписал контракт в начале февраля 2009. В начале 2011 года на правах свободного агента перешёл в минское «Динамо». 9 июля 2011 года подписал контракт с чемпионом Казахстана костанайским «Тоболом». По окончании сезона покинул команду.

### В сборной
Выступал за сборную Армении с 2006 года. Однако, последний матч он сыграл в 2008 году. В марте 2011 главный тренер сборной Вардан Минасян, опять пригласил Роберта для подготовки к матчу со сборной России.

## Достижения
- Серебряный призёр «первого дивизиона России»: 2006
- Лучший бомбардир Кубка России: 2009 — 3 гола (совместно с Александром Кержаковым)[9]